# Ukaliqtuuq
Ukaliqtuuq, tidigare benämnd Okolli Island, är en ö i Kanada.   Den ligger i territoriet Nunavut, i den östra delen av landet, 2 100 km norr om huvudstaden Ottawa. Arean är 17,6 kvadratkilometer.
Terrängen på Ukaliqtuuq är platt. Öns högsta punkt är 104 meter över havet. Den sträcker sig 3,1 kilometer i nord-sydlig riktning, och 8,1 kilometer i öst-västlig riktning.
Trakten runt Ukaliqtuuq består i huvudsak av gräsmarker.